# Oreopasites powelli
Oreopasites powelli är en biart som beskrevs av Rozen 1992. Oreopasites powelli ingår i släktet Oreopasites och familjen långtungebin. Inga underarter finns listade i Catalogue of Life.